# John Peel
Pour les articles homonymes, voir Peel.
John Robert Parker Ravenscroft, né le 30 août 1939 à Heswall (Angleterre) et mort le 25 octobre 2004 à Cuzco (Pérou), plus connu sous le pseudonyme professionnel de John Peel, était un disc jockey, animateur de radio et journaliste britannique. Véritable catalyseur de la scène musicale indépendante britannique, il découvrit et diffusa dans son émission une multitude de jeunes artistes, dont David Bowie, Joy Division, Nirvana ou The Smiths.
Renommé pour l'étendue extraordinaire de ses goûts musicaux et ses bourdes diverses à l'antenne (comme lire un vinyle à la mauvaise vitesse de lecture), John Peel était l'un des DJ les plus populaires et les plus respectés au Royaume-Uni et dans le monde entier. Il a eu une grande influence, non seulement sur la manière de faire de la radio, mais également sur l'évolution de genres musicaux comme la pop, le rock alternatif, le hip-hop et la dance music. Animateur sur BBC Radio 1 depuis le lancement de la chaîne en 1967, il y est resté jusqu'à sa mort. Il était alors le dernier animateur historique de la station.
Il reçut, à de nombreuses reprises, le titre de DJ de l'année décerné par le magazine NME et fut ordonné chevalier de l'ordre de l'Empire britannique en 1998.

## Début de carrière
En 1960, alors âgé de 21 ans, John Peel part pour les États-Unis afin de travailler chez un producteur de coton qui faisait des affaires avec son père. Au cours des années qu'il passe sur le continent américain, John Peel y pratique de nombreux métiers, dont informaticien et journaliste, avant de décrocher en 1961 un emploi dans une radio de Dallas où il présente une émission nocturne. Il devient par la suite, en pleine Beatlemania, correspondant officiel du groupe pour une autre station. Il travaille ensuite sur diverses autres radios à travers les États-Unis, notamment en Californie, qu'il quitte en 1967 pour retourner vivre au Royaume-Uni. Il a entre-temps été le manager des éphémères Misunderstood, groupe californien qu'il convainc de déménager à Londres. Il les louera jusqu'à sa mort ; en 2003, il déclare : « si je devais lister les dix plus grandes performances que j'aie vues ma vie durant, il y aurait les Misunderstood au Pandora's Box d'Hollywood, en 1966. Mon Dieu, c'était un grand groupe ! ».

## Radio London
De retour dans son pays natal, il trouve un emploi dans une radio pirate nommée Radio London, où il anime de minuit à deux heures du matin l'émission The Perfumed Garden (nom peut-être inspiré, malgré les dénégations de l'intéressé, par un livre érotique célèbre à l'époque). Changeant son nom en John Peel, il devient l'une des voix emblématiques de la station, passant ses disques favoris entrecoupés de poésie qu'il lit lui-même.
Sous le choc de sa découverte du tout dernier opus des Beatles, Sgt. Pepper's Lonely Hearts Club Band, Peel s'immerge alors, emportant ses auditeurs avec lui, dans la scène hippie de l'époque, passant de nombreux disques inécoutables ailleurs : du blues (Howlin' Wolf, Lightnin' Hopkins, Elmore James), de la folk (les premiers Bob Dylan, The Incredible String Band, Donovan) et les groupes psychédéliques les plus avant-gardistes du moment : Love, The Doors, The Mothers of Invention, Country Joe and the Fish, Jefferson Airplane, Pink Floyd, John Mayall and the Bluesbreakers, Cream, Marc Bolan, Captain Beefheart...
Les chansons sont entrecoupées de passages parlés, souvent sur un mode très personnel, d'appels à la paix et à l'amour et de discussions avec les auditeurs, qui lui envoient massivement des poèmes, des lettres ou des disques. Les thèmes abordés sont ceux de la « révolution musicale » en cours et apparaissent parfois sulfureux : « happenings » hippies, arrestation des Rolling Stones pour possession de drogue... Un contenu très éloigné du programme diurne de Radio London.
Après la disparition de Radio London en 1967, The Perfumed Garden survit jusqu'à mi-1969 sous forme d'une colonne dans le journal underground International Times, dont Peel finit par s'éloigner.

## BBC Radio 1
Lors de la fermeture de Radio London, le 14 août 1967, John Peel rejoint l'équipe de la station pop de la BBC, Radio 1, qui doit commencer à émettre le mois suivant. Contrairement aux radios pirates, qui passaient des disques en continu, Radio 1 doit se plier aux exigences du syndicat des musiciens et diffuser également des orchestres jouant en live dans le studio. Une occasion pour Peel d'accueillir à l'antenne ses groupes favoris.
Peel se débarrasse rapidement des autres DJ qu'on lui impose, et dès février 1968, il présente seul l'émission Top Gear. Le programme dure jusqu'en 1975, où il est remplacé par l'émission nommée tout simplement John Peel. Peel va faire de ces programmes une vitrine pour ses goûts musicaux éclectiques, parfois contre l'avis des dirigeants de la chaîne, voire des auditeurs : il est notamment en grande partie à l'origine de l'introduction à la radio de styles tels que le reggae, le punk ou le hip-hop. Méprisant les contraintes radiophoniques, Peel passe par exemple en entier l'album Tubular Bells de Mike Oldfield et soutient, entre autres, les groupes anglais The Fall (qui joue 24 fois dans son émission) et Cocteau Twins, allant jusqu'à passer une face entière d'un album de ces derniers sans aucune coupure.
En 1969, Peel crée une nouvelle émission nocturne, The Night Ride, qui semble reprendre les choses là où The Perfumed Garden les avait laissées. Présenté comme un programme d'exploration musicale, The Night Ride diffuse du rock, du blues, de la musique folk, de la musique classique, mais aussi des musiques exotiques issues des archives de la BBC, des lectures de poésie beat, des interviews… L'émission, qui tente d'illustrer la créativité et la liberté de la scène underground, ne plaît pas à tout le monde, et notamment pas à la direction de la BBC, qui la supprime au bout de 18 mois, en septembre 1969. Peel retourne alors au format classique des émissions de l'époque, mélange de diffusion de disques et de musique live, format qu'il ne quittera plus.
Considéré comme un véritable gourou par certains jeunes hippies, Peel, plus âgé de dix ans que la plupart d'entre eux, se sent pourtant mal à l'aise avec eux. Sa croyance farouche en l'idéal hippie se transforme plus tard en rancœur, lorsqu'il se rend compte de la trahison de nombre de ses leaders.
Dans les années 1970, Peel continue à défricher de nouveaux territoires musicaux : il est le premier à diffuser la chanson God Save the Queen des Sex Pistols, qui fait scandale en 1977 - quelques mois après avoir passé Anarchy in the U.K. - et qui est interdite ensuite par la BBC. Il provoque également la controverse en diffusant en entier et sans autorisation l'album Desire de Bob Dylan, pour lequel Capital Radio avait pourtant obtenu l'exclusivité. Il réitère ce défi aux maisons de disques plusieurs fois, dont en 2003 en diffusant des chansons de l'album Elephant des White Stripes avant sa sortie officielle.
Introduisant lors de ses émissions de multiples concepts originaux, Peel défend également de nombreux groupes dans les styles les plus variés : rock, pop, punk, reggae, musique classique, mais aussi hardcore, electro ou death metal. Il laisse très peu de styles inexplorés, parmi lesquels la musique industrielle et le free jazz.
De nombreux musiciens lui sont redevables d'une grande partie de leur carrière. On trouve parmi ceux-ci des artistes aussi reconnus que T. Rex, David Bowie, The Fall, Bolt Thrower, Robert Wyatt, Sex Pistols, The Slits, Siouxsie and the Banshees, Fairport Convention, Adam and the Ants, The Clash, Gong, Bauhaus, Aswad, The Undertones, Buzzcocks, Gary Numan, The Cure, Joy Division, The Wedding Present, Gil Scott-Heron, Pulp, Ash, Orbital, The Smiths, Syd Barrett, Captain Beefheart, Pavement, Linton Kwesi Johnson, Billy Bragg, ou The White Stripes.
Peel a animé des émissions sur Radio 1 pendant 37 ans, jusqu'à sa mort en 2004 ; 37 années pendant lesquelles il a enregistré près de 4 000 sessions avec 2 000 artistes différents. Il était le seul DJ de la station à disposer d'une liberté complète sur la musique qu'il diffusait à l'antenne. Le dernier morceau qu'il a passé a été Time 4 Change, extrait de l'album No One's Listening Anymore du groupe Klute.
Il est mort soudainement à l'âge de 65 ans d'une crise cardiaque le 25 octobre 2004, pendant des vacances à Cuzco au Pérou. Son épitaphe «Teenage dreams so hard to beat » reprend des paroles de la chanson Teenage kicks des Undertones, chanson qu'il considère comme la meilleure de tous les temps .

## Labels discographiques
Le disc jockey et son manager Clive Selwood fondent le label indépendant Dandelion Records (en), qui opère entre 1969 et 1972, et une maison d'édition musicale baptisée Biscuit. La première signature de Dandelion est la chanteuse Bridget St John, dont le premier album est produit par l'animateur.
En 1987, Peel et Selwood fondent Strange Fruit Records (en), qui édite les sessions enregistrées pour l'émission du DJ sur BBC Radio 1.